# Lista de senhores de La Guardia
Este anexo é composto por uma lista de Senhores de La Guardia.
- Inês Mesía, Senhora de La Guardia
- Lope III Dias de Haro (1192 – 15 de Dezembro de 1236), 11.º Senhor da Biscaia
- Lope Lopez de Haro, "O Rapaz", 12.º Senhor de La Guardia (1220 -?)
- Lope Ruiz de Haro, 5.º Senhor de La Guardia (1340 -?)
- Lope Ruiz de Haro, Senhor de La Guardia